# Kościół reformowany w Tiaczowie
Kościół reformowany w Tiaczowie – kościół z XVI wieku w Tiaczowie.

## Historia
Został wzniesiony po inwazji mongolskiej w XVI wieku. Budynek ma charakter obronny, pozwalał na prowadzenie ostrzału wroga. Pierwotnie świątynia była użytkowana przez Cerkiew prawosławną. Budynek został następnie przejęty przez wspólnotę kalwinistów. Zabytek architektury o znaczeniu narodowym.